# 鶴田弥生
鶴田 弥生（つるた やよい、1978年3月1日-）は、福岡県を拠点に活動するディスクジョッキー、ディレクター。
情報誌やweb上での執筆、舞台俳優としても活動。

## 人物
福岡県北九州市出身。血液型O型。星座うお座。
北九州市にある穴生幼稚園、中間市立中間南小学校、中間市立中間南中学校、国立北九州工業高等専門学校化学工学科卒業。中学時代は、吹奏楽部に所属し、フルート・ピッコロを担当。高専時代にはテニス部に所属し、高専連にて女子シングルスの全国大会で銅メダルを獲得している。
2002年秋より、CROSS FMの番組「CROSS RADIO 10」「CROSS SATURDAY MORNING」などでアシスタントディレクター（AD）を務めるようになった。
2003年秋より同局の「Dobbのロック塾」でアシスタントとしてナビゲーターデビュー。さらに2004年春には同局の「CROSS SUNDAY VIEWS」で初めて生放送の担当を務めるようになる。
ラジオマニア2009では、全国の各局憧れの女性パーソナリティの1人に選ばれている。
シンポジウム、イベントなどの司会も行う。2009年6月より舞台俳優としての活動も開始。

## 現在の担当番組

### CROSS FM
- Brandnew ! Sunday（2017年10月1日 - 、日曜7:00 - 10:00）
- KITA9PR部のキタナビ!（2021年4月4日 - 、日曜10:00 - 11:00）※上記Brandnew!Sundayから独立。最後の5分間のみ生放送のスタジオから出演。
- 明日への伝言板（2013年 - 、2022年は11月1日 - 11月30日までの月曜～金曜17:53 - 17:58）

## 過去の担当番組

### CROSS FM
- Dobbのロック塾
- CROSS SUNDAY VIEWS
- CROSS BREAKIN'OUT
- HELLO RADIO
- CATEGORY T.T.
- 北九州ミュージックプロムナード
- CROSS SUNDAY SUBJECT
- 北九魂 -KITAKYU SPIRIT-（2009年4月 - 2015年3月、日曜19:30 - 23:00）
- Today's Search Engine（毎週土曜7:00-11:30）
- CROSS i（2015年4月 - 2017年9月、日曜19:30 - 23:00）